# Prélature territoriale de Jesús María
La prélature territoriale de Jesús María (en latin : Praelatura Territorialis nayariana de Iesu et Maria ; en espagnol : Prelatura territorial de Jesús María) est une prélature territoriale de l'Église catholique au Mexique qui est suffragante de l'archidiocèse de Guadalajara.

## Territoire

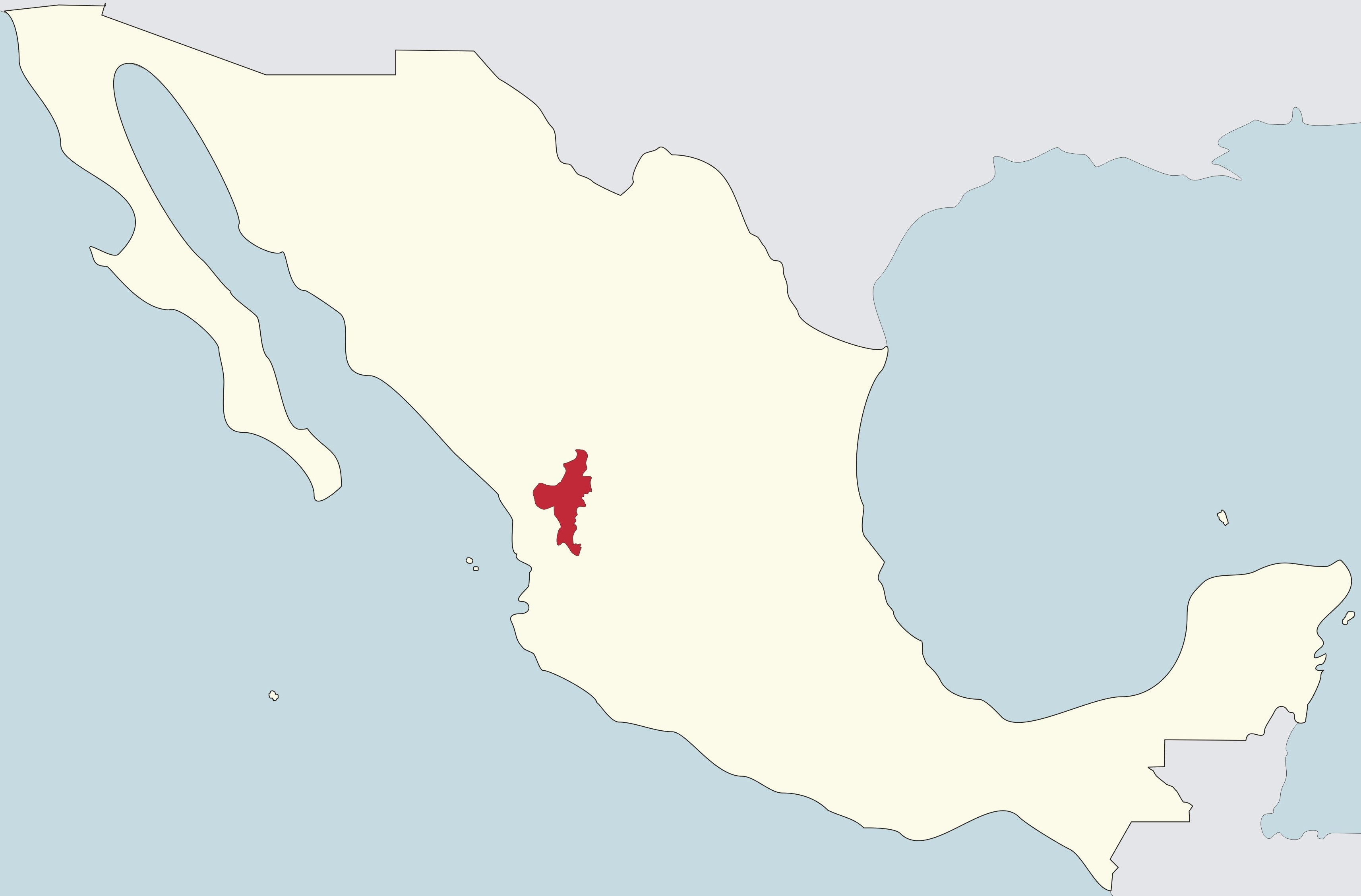
Prélature territoriale en rouge sur la carte du Mexique

Il comprend les municipalités de Huajicori et d'El Nayar de l'État de Nayarit et la municipalité de Mapimí de l'État de Durango.
Il possède un territoire d'une superficie de 25 000 km2 divisé en 17 paroisses. Le siège épiscopal est dans la ville d'El Nayar où se trouve la cathédrale de Jésus-Marie.

## Histoire
La prélature territoriale est érigée le 13 janvier 1962 par la constitution apostolique Venerabilis Frater du pape Jean XXIII en prenant une partie des territoires de l'archidiocèse de Durango et des diocèses de Tepic et Zacatecas. Elle est nommée suffragante de Guadalajara lors de sa création.

## Évêques
- Manuel Romero Arvizu, O.F.M (24 mai 1962 - 27 juin 1992)
- José Antonio Pérez Sánchez, O.F.M (27 juin 1992 - 27 février 2010)
- Jesús González Hernández, O.F.M (27 février 2010 - 11 février 2022), nommé évêque de Chilpancingo-Chilapa
- Andrés Sáinz Márquez, depuis le 26 février 2025